# Ponziano Ponzano
Ponziano Ponzano y Gascón (Saragozza, 19 gennaio 1813 – Madrid, 15 settembre 1877) è stato uno scultore spagnolo, fu artista prolifico e molto stimato ai suoi tempi. Le sue opere sono oggi dimenticate anche se sono ancora visibili in molti luoghi.

## Biografia
Suo padre era una guardia presso l'Accademia Reale di Belle Arti di San Luis ed egli crebbe tra le opere d'arte.
Da bambino mostrò subito un grande amore per il disegno e la pittura.
Studiò scultura neoclassica con José Álvarez Cubero alla Real Academia de Bellas Artes de San Fernando a Madrid.
Nel 1832 gli venne assegnata una medaglia d'oro.
A seguito di un bassorilievo storico che aveva realizzato, l'Accademia di San Fernando gli assegnò una borsa di studio per recarsi a Roma dove fu in grado di studiare la scultura greca e romana con maestri quali Bertel Thorvaldsen e Pietro Tenerani ottenendo alcuni successi con le sue opere drammatiche. Uno di questi, Ulisse riconosciuto da Euricle ottenne recensioni positive, tanto che al suo ritorno in Spagna, nel 1838, fu nominato accademico per merito.
Creò quindi uno studio a Madrid ricevendo molte commissioni, in particolare per busti di membri del governo e della famiglia reale.
Fu nominato scultore di corte dalla regina Isabella II di Spagna facendo così esplodere la sua carriera.
Divenne un prolifico scultore di altorilievi, statue e memoriali.
Nel 1848 vinse un concorso per decorare il basamento del Palazzo delle Corti sede del Congresso dei deputati a Madrid.
Nel 1862 la regina gli commissionò la creazione del Pantheon dei principi al Monastero dell'Escorial, ma non riuscì a completare l'opera.
Fu nominato professore alla Scuola di belle arti di Madrid nel 1871.
Morì a Madrid il 15 settembre 1877.
Ai suoi tempi fu uno dei più apprezzati scultori aragonesi. Frequentava i più elevati circoli sociali ed era considerato di ottima morale.
Tuttavia, il suo lavoro venne criticato come non autenticamente creativo.
La tradizione neoclassica era sterile ed egli visse essenzialmente in un periodo in cui la scultura spagnola ed europea era in declino, con poca innovazione.
A seguito della mutazione della moda, le sue opere sono state in gran parte dimenticate, anche se ancora largamente presenti in collezioni private e in monumenti pubblici come a San Lorenzo de El Escorial.

## Galleria d'immagini

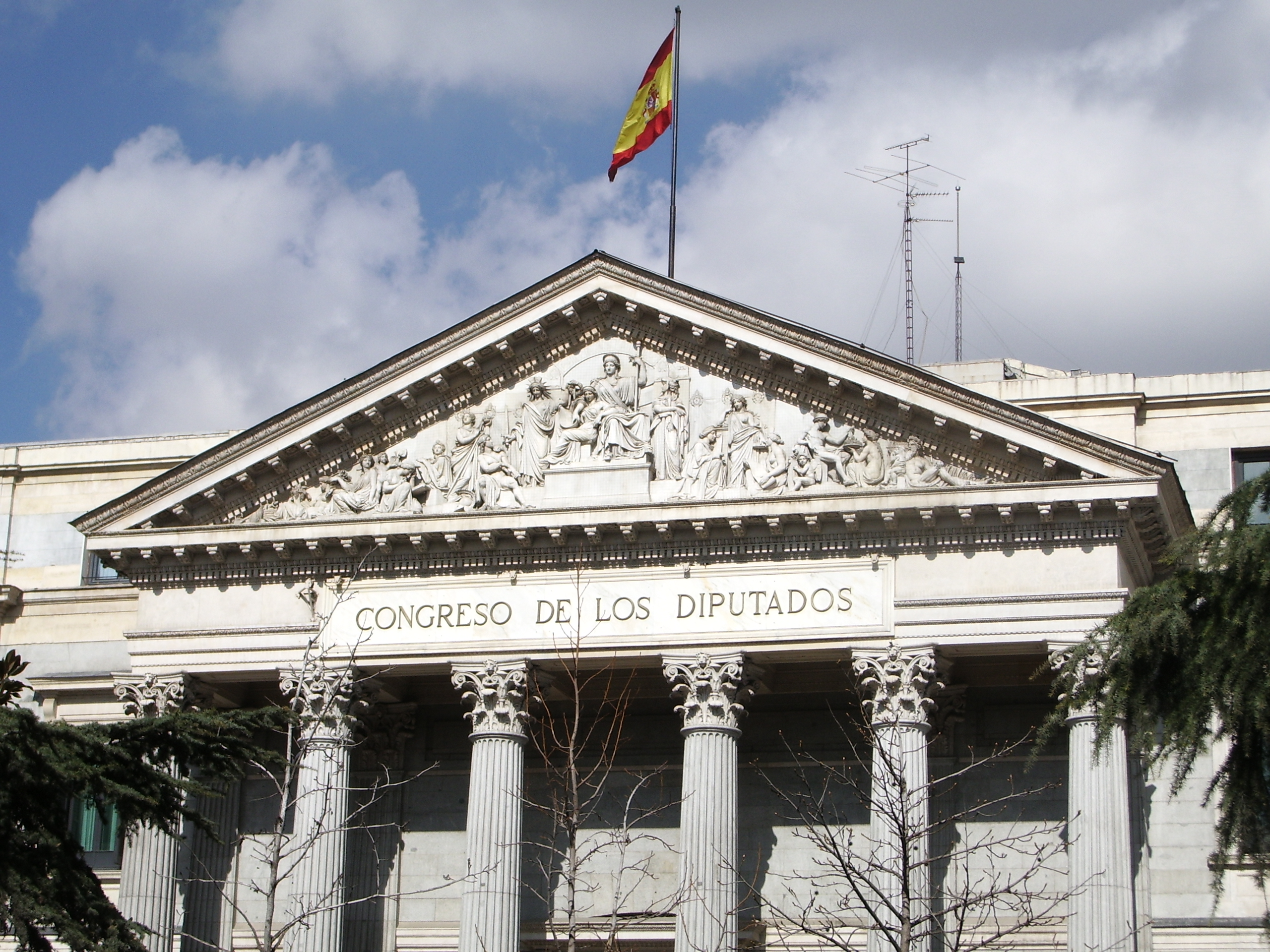
Dettaglio della facciata principale del Palazzo delle Corti a Madrid. Il timpano fu scolpito da Ponziano Ponzano nel 1864 in marmo di Carrara.
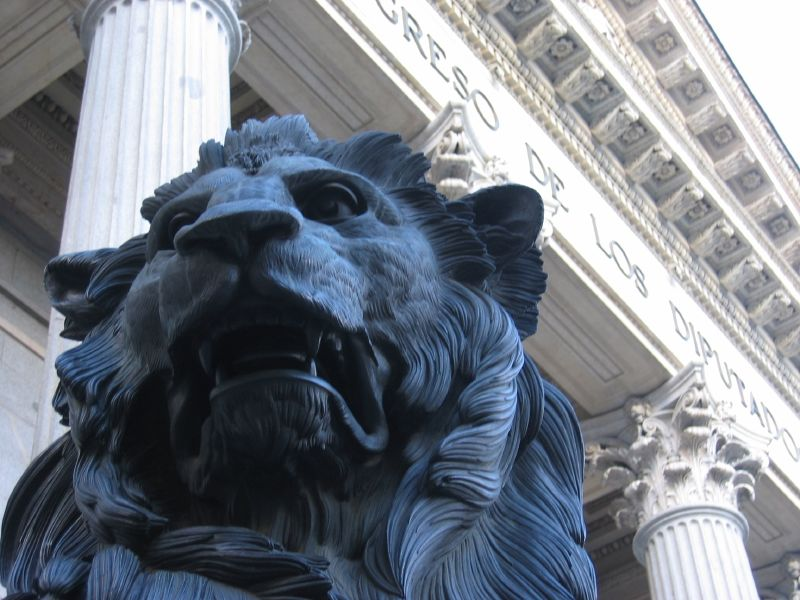
Dettaglio di uno dei due leoni di bronzo siti outside all'esterno del Palazzo delle Corti a Madrid
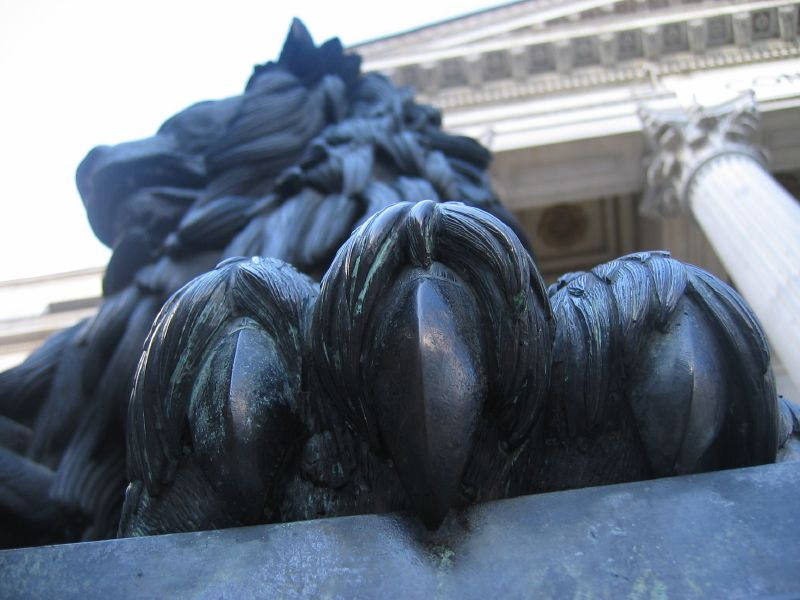
Dettaglio di uno dei due leoni di bronzo siti outside all'esterno del Palazzo delle Corti
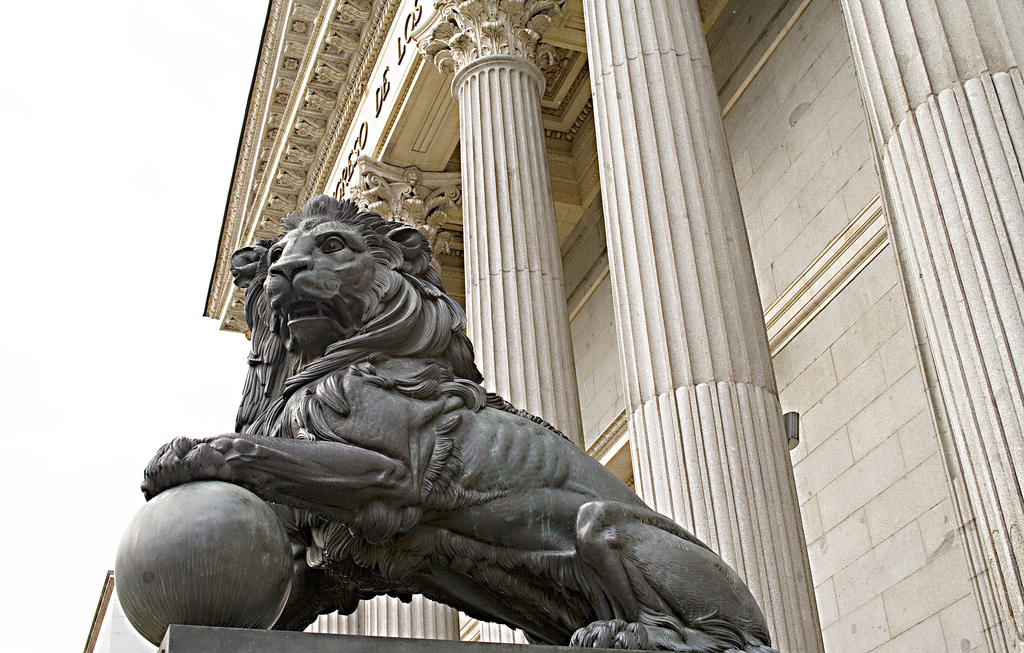
Dettaglio della facciata principale del Palazzo delle Corti opera dall'architetto Narciso Pascual Colomer

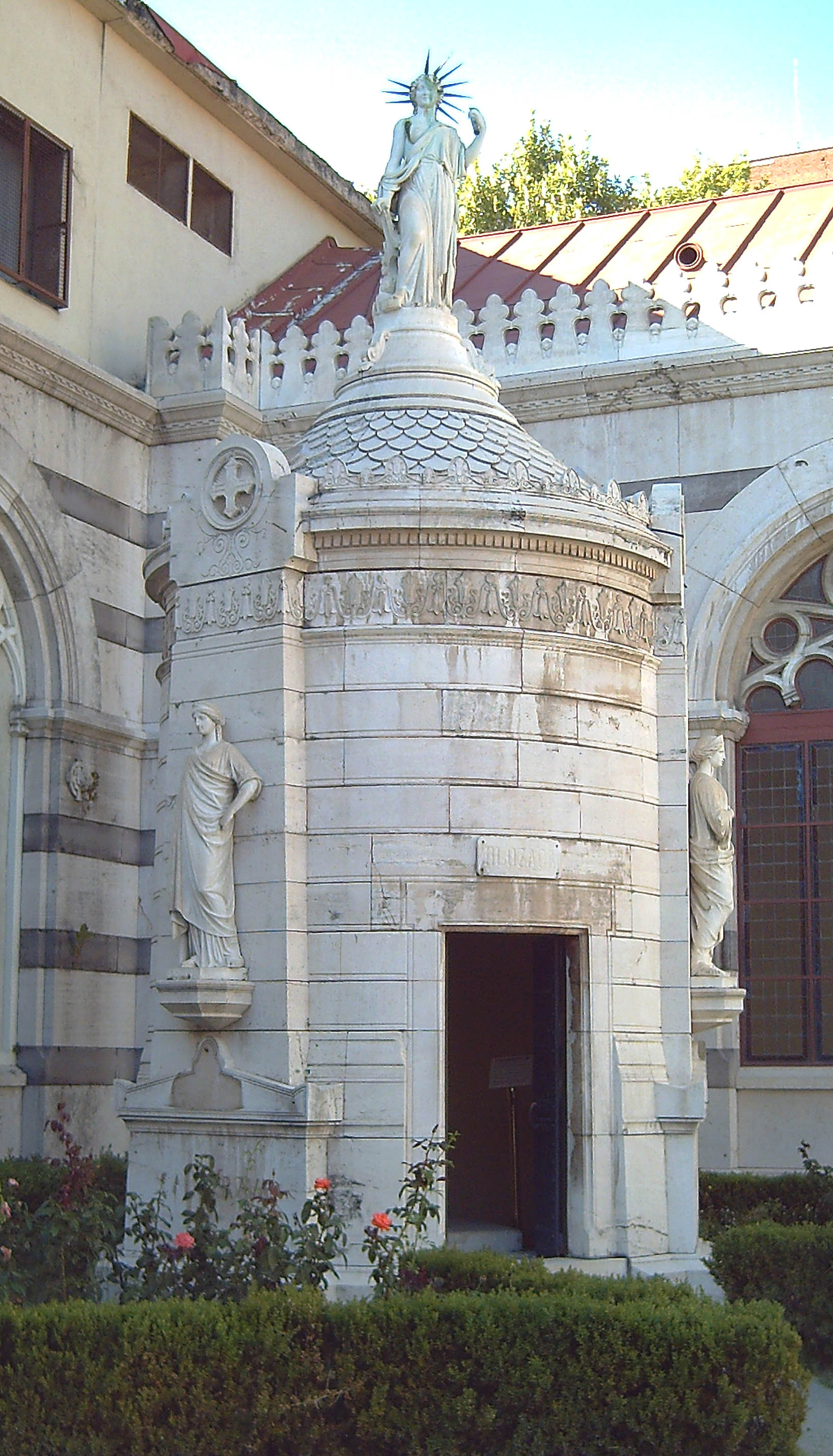
Madrid, mausoleo a sei politici spagnoli: Agustín Argüelles, José María Calatrava, Juan Álvarez Mendizábal, Diego Munoz Torrero, Francisco Martínez de la Rosa e Salustiano Olózaga. La scultura dell'allegoria della libertà, in cima al monumento, è di Ponziano Ponzano
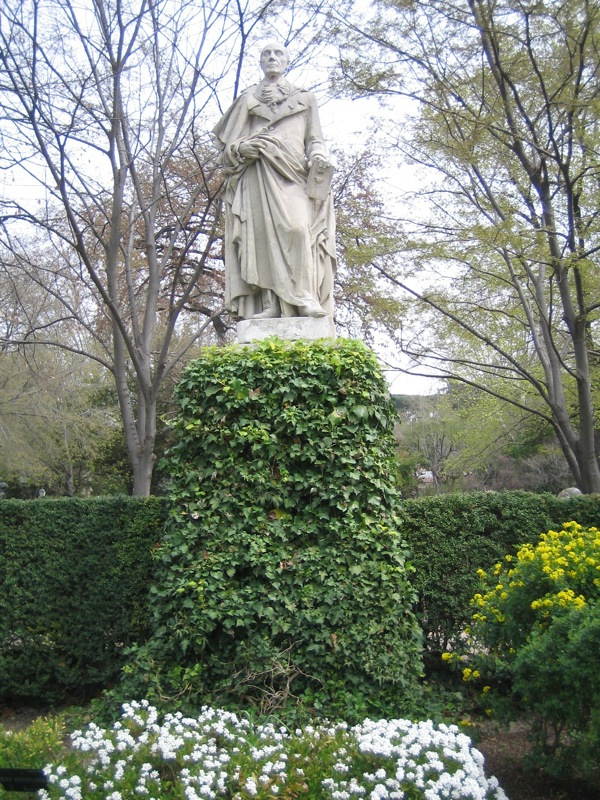
Mariano Lagasca y Segura (1776–1839) al Reale giardino botanico di Madrid
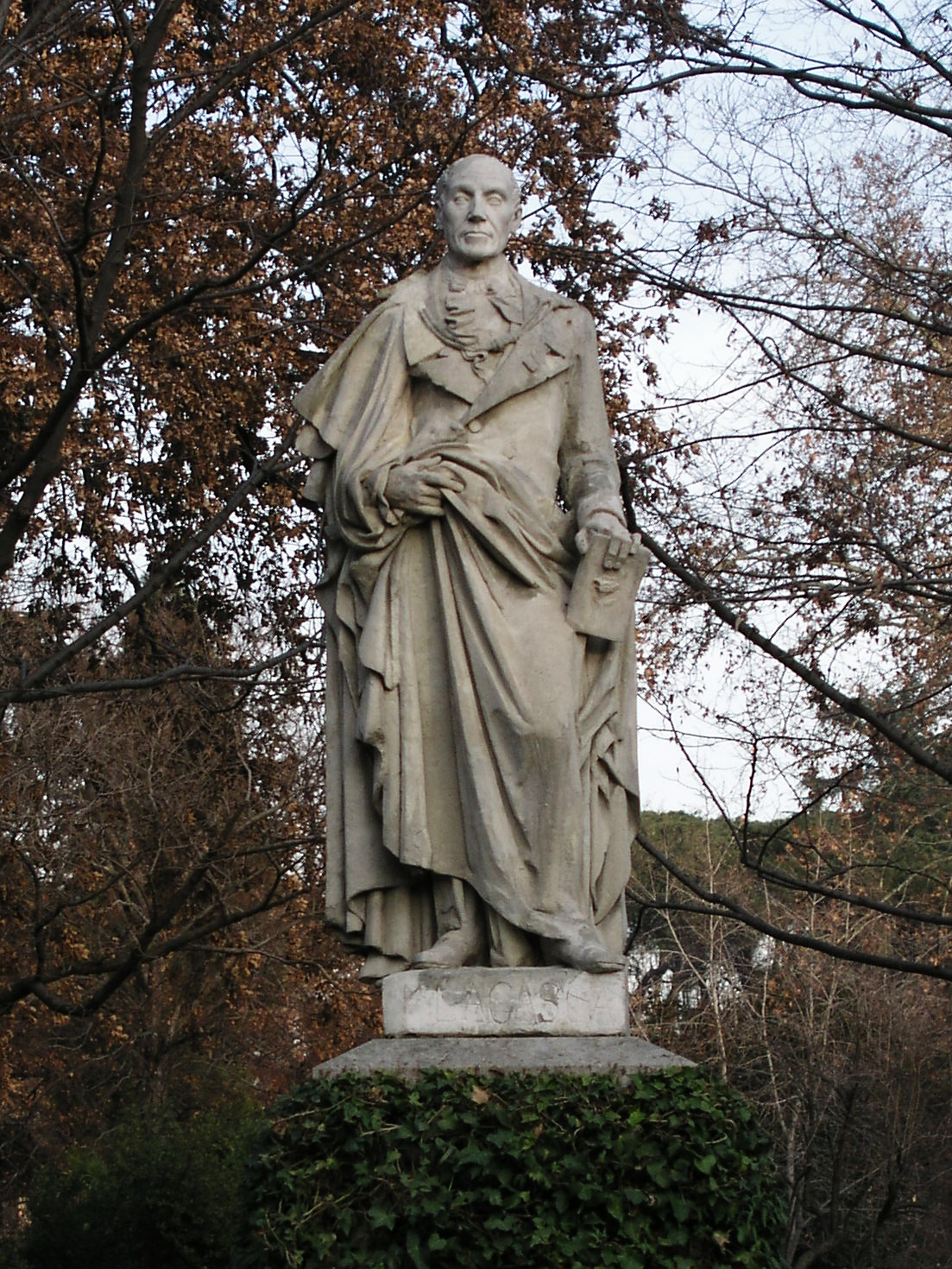
Mariano Lagasca y Segura (1776–1839) al Reale giardino botanico di Madrid
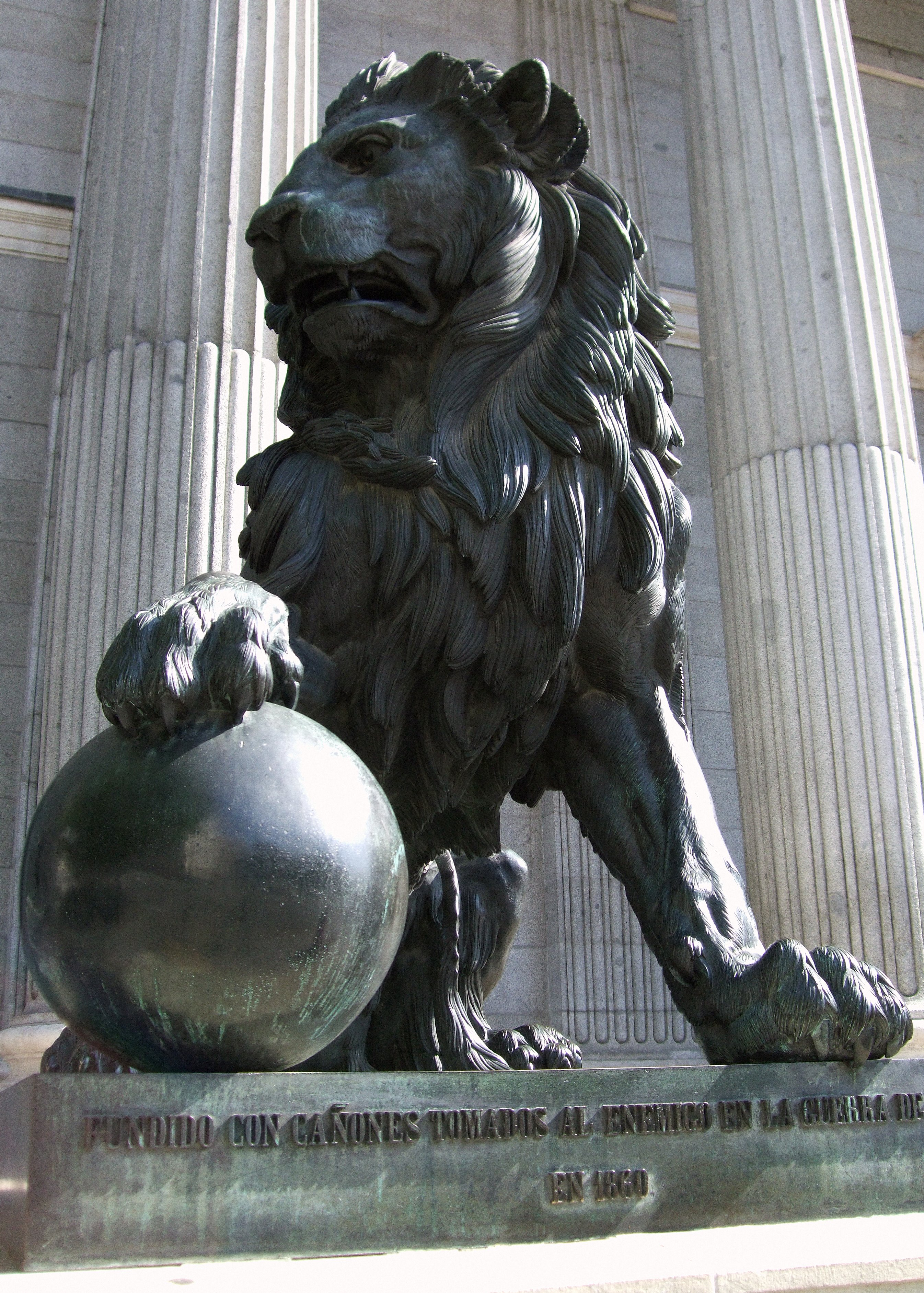
Dettaglio di uno dei due leoni di bronzo siti outside all'esterno del Palazzo delle Corti